# エモンズ (駆逐艦)
|          | |
| 艦歴     | |
| 発注     | |
| 起工     | 1940年11月14日                                                                                          |
| 進水     | 1941年8月23日                                                                                           |
| 就役     | 1941年12月5日                                                                                           |
| 退役     | |
| その後   | 1945年4月7日、沖縄戦で戦没                                                                              |
| 除籍     | |
| 性能諸元 | |
| 排水量   | 基準 2,050トン                                                                                          |
| 全長     | 全長 348 ft 4 in（106.2 m）                                                                             |
| 全幅     | 36 ft 1 in（11.0 m）                                                                                    |
| 吃水     | 満載 15 ft 8 in（4.8 m）                                                                                |
| 機関     | バブコック & ウィルコックス缶4基 ゼネラル・エレクトリック ギアード・タービン 2軸推進 50,000 shp (37 MW) |
| 最大速   | 35ノット（65 km/h）                                                                                     |
| 航続距離 | 6,500海里（12,000 km） 12ノット（22km/h）時                                                             |
| 乗員     | 208名（戦時276名）                                                                                      |
| 兵装     | 38口径5インチ砲4門 12.7mm機銃6基 21インチ魚雷発射管10門 20mm機銃6基 爆雷投射機6基 爆雷軌条2軌           |

エモンズ（USS Emmons, DD-457/DMS-22）は、アメリカ海軍の駆逐艦。グリーブス級駆逐艦の1隻。艦名はジョージ・F・エモンズ海軍少将（1811年 - 1884年）に因む。
太平洋戦争末期の沖縄戦で、日本軍の特攻機5機に体当たり攻撃を受けて大破し、僚艦エリソン（USS Ellyson, DD-454/DMS-19）の砲撃で海没処分され、古宇利島（沖縄県今帰仁村）沖の海底に眠っている。

## 艦歴
エモンズはアメリカ合衆国東海岸ニュージャージー州カーニーのフェデラル・シップビルディング・アンド・ドライドック社で1940年11月14日に起工する。1941年8月23日にF・E・リーコック（エモンズ少将の孫娘）によって命名されて進水し、1941年12月5日に艦長C・T・ラガン中佐の指揮下で就役した。1944年11月15日、DMS-22（掃海駆逐艦）に艦種変更される。
就役後、1942年1月31日にノーフォークを出航、南米ペルーのカヤオに整調巡航に向かい、同地でペルー政府高官を乗せてチリのバルパライソに向かった。その後、エクアドルのいくつかの港を訪問し、本国のボストンに帰還する。アメリカは既に第二次世界大戦に参戦して大西洋の戦いは激しさを増しており、エモンズはニューイングランド海域をパトロールし、4月には空母レンジャー（ USS Ranger, CV-4）の護衛として大西洋を横断、レンジャーはゴールド・コーストでアクラなどのアフリカの航空基地向け陸軍機を搭載した。
1944年11月9日、エモンズは高速掃海艦へ転換のためボストンでドック入りする。大西洋での訓練及びハワイ諸島での軍事演習の後、沖縄戦参加のためウルシー泊地に到着した。所属部隊は1945年3月19日に出航し、4月1日の上陸に向けて危険で重要な海域での任務に就く。エモンズはレーダーピケット艦任務に従事し、4月6日、ロッドマン（USS Rodman, DMS-21）と共に航行中、大規模に展開された特攻機の攻撃に際して標的とされた。最初の1機がロッドマンを攻撃し、エモンズは損傷したロッドマンを護衛するため対空砲火を展開した。アメリカ艦隊は特攻機の多くを撃墜したものの、2隻の掃海艦は圧倒され、エモンズは5機によってほぼ同時に攻撃を受けた。1機が三番砲塔の喫水線付近に突入して弾薬庫を誘爆させ、大爆発を起こし、左舷船尾と戦闘情報センターが炎上した。乗組員は必死に格闘したが、エモンズは航行能力を失い、翌4月7日、敵の手に渡ることを避けるため海没処分とされた。エモンズを沈めるため、エリソンは5インチ砲弾96発を発射した。この戦闘でエモンズの乗員60名が戦死し、77名が負傷した。
エモンズは第二次世界大戦の戦功で海軍殊勲部隊章に加えて4個の従軍星章を受章した。

## 戦後
1965年、『ギリガン君SOS』のエピソード「Forget Me Not」に、ストック・フッテージからグレイソン（USS Grayson, DD-435）と共に航行するエモンズの映像が使用された。
古宇利島の北側の海底から時々浮いてくる油があることから、2000年9月、遊漁船の通報により第十一管区海上保安本部の調査により海底に沈んでいる軍艦が発見された。同年12月、地元のダイビングインストラクターの調査によりその軍艦がエモンズと判明した。その後TV局のドキュメンタリー撮影や雑誌などマスコミでも取り上げられ存在が広く知られるようになった。現在は一般ダイバーも潜水することが出来る。エモンズは水深34m-46mに横倒しになっており、潮流も速く減圧の手間もあるため上級者向きのダイビングポイントになっている。
2000年以後の海底調査により、船体の周囲から九八式直接協同偵察機のエンジンや操縦桿などが発見されており、九八式直接協同偵察機が攻撃に参加したことが分かっている。4月6日には新田原陸軍飛行場より誠第37飛行隊など26機の九八式直接協同偵察機が出撃しており、全機が未帰還となっている。
ダイバーによって海底の艦体が荒らされているとの非難がアメリカ本国で起きていることが2010年に報道された。2022年6月にも、ダイバー3人がエモンズの砲身に腰かけた写真を沖縄県那覇市のダイビングショップがSNSで公開したところ、「エモンズ・アソシエーション」の沖縄県在住会員が同月27日に戦死者への冒涜であると抗議し、店側は謝罪と写真削除と再発防止の約束をした。
元乗組員と、その曾孫世代を含めた家族による戦友会が2017年時点でも活動している。

## その他

### ドキュメンタリー
- BS1スペシャル『特攻 知られざる真実海中調査で迫る“最期”』（2021年8月15日、NHK BS1）[2]